# Sénoville
Sénoville – miejscowość i gmina we Francji, w regionie Normandia, w departamencie Manche.
Według danych na rok 1990 gminę zamieszkiwały 162 osoby, a gęstość zaludnienia wynosiła 22 osoby/km² (wśród 1815 gmin Dolnej Normandii Sénoville plasuje się na 724. miejscu pod względem liczby ludności, natomiast pod względem powierzchni na miejscu 693.).